# Вукова задужбина
Вукова задужбина је невладина, самостална народна установа која се бави свим областима народног живота и стваралаштва, у духу трајних вредности дела Вука Караџића. Основана је као Фондација и као таква уписана је у Регистар задужбина, фондова и фондација Србије, са циљем да негује српски језик и језичку културу.  Колику пажњу Вукова задужбина посвећује атактуелним питањима очувања и заштите српског језика и ћирилице најбоље се може видети из зборника које је до сада објавила: „Актуелност Вукових порука” (2009), „Творци српског књижевног језика” (2011), као и зборника „Живе традиције српског књижевног језика (Доситеј Обрадовић – Вук Караџић)”, који су за штампу заједнички приредили Вукова и Доситејева задужбина. 

## Историја
Вукова задужбина оснивана је средином 20. века у два наврата у размаку од педесет година:
Прво оснивање (1937)
Први пут Вукова задзжбина основана је 1937. године поводом обележавања сто педесете годишњице рођења Вука Стефановића Караџића (1787–1864). Њен рад прекинут је почетком Другог светског рата. У току Другог светског рата и после њега, имовина Задужбине је национализована и експроприсана, неке непокретности су продате или преузете од стране других лица. За одузете непокретности није исплаћивана никаква надокнада (противвредност), а ако је и исплаћивана, била је знатно нижа од њихове стварне вредности. Оно што је од те имовине и остало, временом је потрошено, развучено или се утопило у неке фондове, тако да се имовини ове задзжбине губи сваки траг. Од некада велике и славне задужбине остала је само зграде са називом њеног добротвора.
Друго оснивања (1987)
Други пут Вукова задужбина основана је 1987. године, поводом обележавања двестоте годишњице рођења Вука Караџића, на предлог  Одбора за обележавање 200 годишњице рођења Вука Стефановића Караџића, кога су чинили представници Српске академије наука и уметности и других најзначајнијих научних, образовних и културних организација и институција у Србији. Ови предлагачи  су 16. јула 1987. године потписали  оснивачки уговор Вукове задужбине и посебан Споразум о оснивању Вукове задужбине.
Прва седница Скупштине Вукове задужбине одржана је 6. новембра 1987. године на Коларчевом народном универзитету у Београду, у чијем раду је учествовало више од 500 оснивача и суоснивача, повереника, задужбинара, представника многих удружења, установа и гостију.
| Тело                                            | Сасатав |
| ----------------------------------------------- | --- |
| Председник Скупштине                            | Милан Ђоковић, књижевник |
| Потпредседник Скупштине                         | Божидар Ковачек, професор Универзитета у Новом Саду и делегат Матице српске |
| Извршни одбор Вукове задужбине                  | Председник: Гвозден Јованић, Чланови: Владимир Бован, Павле Ивић, Дејан Медаковић, Слободан Ж. Марковић, Илинка Мићић, Олга Николић, Светозар Петровић, Првослав Ралић, Никша Стипчевић, Драгољуб Стојановић. |
| Одбор самоуправног надзора                      | Председник: Драгутин Радуновић,Председник: Чланови: Милинко Жугић, Миодраг Матицки, Бранко Радивојевић, Јелена Шаулић.                                                                                        |
| Одбора за језик, књижевност, историју и фолклор | Председник: Драго Ћупић, Чланови: Бранислав Брборић, Петар Влаховић, Павле Ивић, Даринка Јеврић, Александар Петров, Раде Познановић, Јелка Ређеп.                                                             |
| Комисија за издавачку делатност                 | Председник: Ђоко Стојичић, Чланови: Драгомир Брајковић, Милован Витезовић, Огњен Лакићевић, Чедомир Мирковић, Мирослав Пантић, Милисав Савић                                                                  |

## Смештај
Вукова задужбина је смешетна у Дому Вукове задужбине у Београду  Улица Краља Милана 2 у некадашњој кући трговца Димитрија Мите Голубовића, из  1870/71. године. Зграда је зидана по пројекту архитекте Александра Бугарског, једног од највећих српских архитеката 19. века. На угради је архитекта Бранко Таназевић  1912. године изградио једно крило са унутрашњим двориштем и том приликом је урађена и фасада, која је све до данас сачувала свој првобитни изглед. Драгутин Инкиостри Медењак, сликар и редовни професор на Уметничко-занатској школи у Београду, урадио је на улазу 1906-1907. зидне слике, с орнаментима и мотивима српске народне уметности. Четири алегоријске фигуре – Вера, Уметност, Историја и Просвета – веома су пажљиво и успешно рестаурисане 1997. године.
Зграда и делатности које су се у њој одвијале, више од 100 година, уткане су у просветну и културну историју српског народа. У згради је најпре било смештено Просветно одељење, а затим Црквено, Задужбинско и Уметничко одељење. Од 1878. до 1952. године у згради је било смештено Министарство просвете и црквених дела: најпре Кнежевине и Краљевине Србије; од 1918. године Краљевине Срба, Хрвата и Словенаца, па Краљевине Југославије, а после 1944. године Министарство просвете Народне Републике Србије.
У окупираном Београду, од 1915. до 1918. година, зграда је коришћена као канцеларија Главне Интендантуре Аустроугарске војске и у њој је била смештена и Главна поштанска управа.
После капитулације Краљевине Југославије 1941. године, Министарство просвете је накратко престало са радом, али је убрзо основано Одељење за наставу на немачком језику, које је ту деловало све до ослобођења Београда, октобра 1944. године.
У новембру 1944. године у згради је основано Повереништво за просвету НР Србије, које је почетком априла 1945. године прерасло у Министарство просвете. Оно је у згради остало све до 1952. године, када су се у њу уселиле неке савезне институције: Савезни завод за патенте; Савезни завод за продуктивност рада и Редакција листа Младост.
Током 1988. године зграда је додељена Вуковој задужбини. Генерална реконструкција зграде обављена је 1997/98. године уз помоћ Владе Србије. Том приликом, веома успешно је рестаурисан плафон хола, степениште и ограда, а осветљење хола решено је савременим полијелејем.
Током 2006. године, у оквиру Пројекта Лепша Србија, обављена је ревитализација спољне фасаде Дома Вукове задужбине, коју су финансирали град Београд и Влада Грчке.
Вукова задужбина је, заједно са Заводом за заштиту споменика културе града Београда, објавила монографију о Дому Вукове задужбине (1996), аутора Милојка Гордића, под називом Зграда Министарства просвете.

## Циљеви Задужбине
Вукова задужбина, заједно са својим огранцима за свој рад поставила је следеће циљеве:
- рад  на очувању и заштити српског језика и писма, уз пуно уважавање његове територијалне и стилске разуђености,
- пружање помоћи у филолошким и лингвистичким истраживањима на српском говорном подручју, као и истраживања живота и обичаја српског народа,
- унапређује и сарадњу са сродним организацијама у Србији и свету у којима се изучава српски језик и књижевност,
- помагање у издавању дела Вука Стефановића Караџића,
- награђивање књижевног стваралаштва и научних радова из области којима се Вук Караџић бавио (историја, књижевност, филологија, лингвистика, етнологија, етнографија, етномузикологија ...)
- пружање помоћи у заштити и чување споменика, спомен-обележја и културних добара везаних за живот и дело Вука Караџића.

## Органи и тела Задужбине
Вукова задужбина има своје органе и тела, чије су функције и делокруг рада утврђене Статутом Задужбине.
Скупштина Вукове задужбине 
Скупштина је највиши орган Вукове задужбине коју чине:
- представници потписника Споразума о оснивању Задужбине и
- задужбинари који присуствују седници.

Скупштина бира председника и потпредседника Скупштине, чланове Управног и Надзорног одбора и Савет Задужбине. Председник и потпредседник Скупштине, чланови Управног и Надзорног одбора и Савет бирају се на време од четири године.
Управни одбор 
Управни одбор је орган Скупштине задужбине, који из свог састава бира председника и његовог заменика. Задаци Управни одбора су да:
- именује и разрешава дужности управника Задужбине и
- образује Економски одбор ради стручног разматрања економских и правних питања од интереса за рад Задужбине,
- образује и друга радна тела.

Савет Вукове задужбине
Савет Задужбине је стручно и саветодавно тело Скупштине које разматра питања посебно значајна за рад Вукове задужбине.
Надзорни одбор 
Надзорни одбор има право и дужност да:
- надзире спровођење одредаба Споразума о оснивању Вукове задужбине;
- спровођење програма Задужбине, општих аката и других одлука Скупштине и Управног одбора,
- контролише наменско и рационално коришћење средстава Задужбине.

Управник Вукове задужбине
За свој рад Управник Вукове задужбине одговара Управном одбору.

## Огранци Вукове задужбине
| Место                         | Датум оснивања      | Основне информације |
| ----------------------------- | ------------------- | --- |
| Јагодина                      | 16. априла 1992.    | За председника Управног одбора огранка изабрана је Надежда Милићевић |
| Тршић                         | 14. септембра 1992. | Вукова спомен школа. За председника је изабран Слободан Добриловић; |
| Мало Црниће                   | 14. октобра 1992    | За председника је изабран Драгиша Милошевић. |
| Нови Сад                      | 23. октобра 1992.   | За председника је изабрана Марија Клеут; |
| Бреково                       | 27. јануара 1993.   | Соло код Ариља. За председника је изабран Милорад Вранић |
| Аранђеловац                   | 27. фебруара 1993.  | За председника је изабрана Нада Петковић; |
| Бела Вода                     | 23. марта 1993.     | Велибор Лазаревић изабран је за председника огранка |
| Бели Манастир                 | 16. априла 1994.    | За председника је изабрана Марија Морача; |
| Ивањица                       | 7. јуна 1994.       | За председника огранка изабран је Миливоје Трнавац; |
| Шабац                         | 18. новембра 1994.  | Дом културе Вера Благојевић За председника је изабран Бранко Ђурковић |
| Плашки Горски Котар, Хрватска | 1994.               | |
| Крушевац                      | 10. октобра 1995.   | Основна школа Вук Караџић. За председника је изабран Манојло Стефановић, директор ОШ Вук Караџић; |
| Бор                           | 16. октобра 1995.   | Народна библиотекаЗа председника је изабрана Слађана Ђурђекановић; |
| Андријевица                   | 16. марта 1996.     | Оснивачку скупштину огранка организовао је сарадник и повереник Вукове задужбине, Радош Јелић, књижевник |
| Велика Плана                  | 21. јула 1996.      | За председника огранка изабрана је Љиљана Станимировић; |
| Жабљак                        | 29. октобра 1996.   | Огранак (Фондација) Вукове задужбине за дурмиторске општине: Жабљак, Шавник и Плужине. Оснивачка скупштина одржана је у свечаној сали Скупштине општине Жабљак. За председника огранка изабрана је Анка Жугић.                                     |
| Приштина                      | 27. марта 1997.     | За председника је изабран Јордан Ристић; |
| Чачак                         | 27. јануара 1999.   | За председника је изабрана мр Гроздана Комадинић; |
| Требиње                       | 22. априла 2000.    | За председника је изабран Петар Радановић; |
| Бања Лука                     | 30. маја 2000.      | За председника је изабран Лука Шекара; |
| Земуну                        | 15. децембра 2000.  | Саобраћајно-техничка школа. За председника је изабрана Милена Арсовић; |
| Неготин                       | 26. априла 2001.    | За председника је изабран Градимир Станисављевић |
| Ниш                           | 28. јуна 2001.      | За председника је изабран Владимир Домазет, а Милунка Митић је изабрана за председника Управног одбора |
| Беочин                        | 15. марта 2002.     | За председника Скупштине огранка изабран је Никола Ћириловић, а за председника Управног одбора Бранислав Петричевић; |
| Градишка                      | 14. јуна 2002.      | ПЗа председника је изабрана Радана Вила Станишљевић; |
| Косовска Митровица            | 18. октобра 2002.   | За председника је изабран Марко Радуловић; |
| Лозница                       | 27. јануара 2003.   | Гимназија „Вук Караџић”. За председника је изабран Милован Радивојевић; |
| Баваниште                     | 24. маја 2003.      | За председника Скупштине изабран је Видојко Јовић, а Вера Секулић за председника Управног одбора; |
| Батања, Мађарска              | 31. маја 2003.      | За председника је изабрана Катица Силађи; |
| Маглић (Бачка)                | 25. октобра 2003.   | ОШ Жарко Зрењанин. За председника је изабран Милан Бокић; |
| Гајдобра                      | 20. фебруара 2004.  | За председника је изабран Митар Шутић; |
| Велика Моштаница              | 30. октобра 2004.   | За председника је избран Југослав Антонић; |
| Франкфурт, Немачка            | новембра 2004.      | За председника је изабрана Љиљана Вукић; |
| Кливленд, САД (Охајо)         | 8. новембра 2005.   | За председника је изабран Бранимир Симић Главашки; |
| Торонто                       | 27. јануара 2006.   | Основано на Савиндан, у оквиру Српске националне академије у Канади. За председника Скупштине огранка изабран је Ђуро Лубарда, а за председника Управног одбора Бранко Бубало;                                                                     |
| Љубљана                       | 15. фебруара 2006.  | На Сретење, основан је огранак под називом Установа Вукове задужбине, фондација за проучавање и очување српске културне баштине, са седиштем у Љубљани, у улици Градникове бригаде бр. 6. Председник Управног одбора (Управе) је Живорад Андрејић; |
| Нова Варош                    | 20. октобра 2007.   | За председника је изабран Бошко Станић, директор Библиотеке Јован Томић; |
| Ужице                         | 20. новембра 2007.  | Учитељски факултет. За председника је изабран Ратомир Цвијетић; |
| Ваљево                        | 8. мај 2009.        | За председника је изабран Божин Јаневски, књижевник и публициста; |
| Велики Поповац                | 24. фебруара 2012.  | Општина Петровац на Млави. За председника је изабран Раде М. Обрадовић, песник; |
| Сомбор                        | 2. октобра 2014.    | У Библиотеци Карло Бјелицки, основан је огранак Вукове задужбине. За председника огранка изабрана је мр Снежана Клепић, професор српског језика.                                                                                                   |

## Награде Вукове задужбине
Вукова задужбина од 1990. године додељује годишње награде за по једно дело у области науке и у области уметности објављено, изведено или приказано у времену од 1. октобра претходне до 1. октобра текуће године. Награда Вукове задужбине састоји се од повеље, плакете с Вуковим ликом и новчаног износа награде.
- Награда за уметност додељује се једном аутору за оригинално уметничко дело настало у Србији или иностранству, односно за књижевно дело објављено на српском језику.[8]
- Награда за науку додељује се једном аутору за научно дело, оригинални истраживачки научни рад, објављено на српском језику, из научних области којима се бавио Вук Караџић (наука о књижевности, историја, лингвистика, фолклористика, етнологија, етнографија, етномузикологија, географија).[8]

## Спољаше везе
- „Вукова задужбина”. Веб страница-Вукова задужбина... (на језику: српски). Приступљено 2022-03-25.